# Nordiska mästerskapen i brottning 1976
Nordiska mästerskapen i brottning 1976 hölls den 3 april 1976 i Notodden i Norge. Det var den 19:e upplagan av tävlingen.

## Medaljtabell
*   Värdland ( Norge)
| Nr                  | Nation              | Guld | Silver | Brons | Totalt |
| ------------------- | ------------------- | ---- | ------ | ----- | ------ |
| 1                   | Sverige             | 13   | 5      | 5     | 23     |
| 2                   | Finland             | 6    | 12     | 5     | 23     |
| 3                   | Norge*              | 1    | 2      | 4     | 7      |
| 4                   | Danmark             | 0    | 1      | 5     | 6      |
| Totalt (4 nationer) | Totalt (4 nationer) | 20   | 20     | 19    | 59     |

## Resultat

### Grekisk-romersk stil
| Gren    | Guld             | Silver           | Brons                 |
| 48 kg   | Kalle Tegelberg  | Pasi Antilla     | Rune Thorjussen       |
| 52 kg   | Ulf Grindegård   | Reijo Haaparanta | Jan Pedersen          |
| 57 kg   | Pertti Ukkola    | Gerry Svensson   | Bjarne Toft           |
| 63 kg   | Jouko Kuosaari   | Rolf Andersson   | Harald Hervig         |
| 68 kg   | Lars-Erik Skiöld | Harald Madsen    | Tapio Sipilä          |
| 74 kg   | Janne Karlsson   | Veikko Lavonen   | Bjørn Jensen          |
| 82 kg   | Leif Andersson   | Markku Hatrinen  | Klaus Mysen           |
| 90 kg   | Frank Andersson  | Roar Arntsen     | Allan Karng           |
| 100 kg  | Tore Hem         | Teuvo Sillitaeae | Svend Erik Studsgaard |
| +100 kg | Arne Robertsson  | Einar Gundersen  | Jørgen Christensen    |

### Fristil
| Gren    | Guld             | Silver           | Brons            |
| 48 kg   | Zeljko Radetic   | Pekka Rauhala    | Jonny Sundberg   |
| 52 kg   | Kauko Naavala    | Jukka Rauhala    | Stig-Åke Lundell |
| 57 kg   | Pekka Alanen     | Harri Uusimäki   | Anders Friberg   |
| 62 kg   | Ilpo Seppälä     | Tord Åslund      | Hannu Övermark   |
| 68 kg   | Lennart Lundell  | Kari Övermark    | Arto Ahonen      |
| 74 kg   | Jarmo Övermark   | Bo Falqvist      | Matti Övermark   |
| 82 kg   | Kurt Elmgren     | Juhani Hakola    | Jouko Kuntila    |
| 90 kg   | Börje Nilsson    | Asko Takala      | –                |
| 100 kg  | Roland Andersson | Teuvo Honkaniemi | Roger Öberg      |
| +100 kg | Raimo Karlsson   | Lars Gustavsson  | Jorma Eskelinen  |